# Почапинці (Кам'янець-Подільський район)
Поча́пинці — село в Україні, у Чемеровецькій селищній громаді Кам'янець-Подільського району Хмельницької області.

## Назва
Можливо, назва села походить від русинського роду Почапських або від місця розташування, так, українське слово «чапера», що в скороченій формі вживалося як «чапа». У давнину слово «чапера» — «чапа» позначало, зокрема, «розсоху» у значені «розвилка». Однак багатозначність слова «чапа» породжує чимало версій та гіпотез.

## Географія
Подільське село Почапинці розкинулось на південному заході України, за 32 кілометра від Кам’янця-Подільського. Через село протікають річки Рудка та Хропотівка, які впадають у Жванчик. Повз Почапинці проходить автошлях регіонального значення Р48 Кам'янець-Подільський — Сатанів.

### Клімат
Почапинці знаходяться в межах вологого континентального клімату із теплим літом.

## Історія
В середині XV століття існувало поселення, яке було зруйноване набігами монголо-татар на руїнах якого виникли Почапинці. Перша письмова згадка про поселення в реєстрі димів Подільського воєводства 1493 року в кількості 6 димів.
Місце в середині села на березі річки Жванчик звалось «Башта». У давнину тут були сліди давніх споруд, уламки фаянсового посуду. За переказом, тут знаходилась фортеця з баштами.
В 1542 року селі був лише 1 плуг, 1565 року три плуги, 1569 уже чотири, село належало пану Малиновському. В 1578 році ним володіли Вільховські. З 1610 року село передано капітулії до анексії Поділля Російською імперією.
Церква Введення збудована в 1709 року. Нова церква збудована на новому місці «Башта» в 1866 – 1868 роках – кам’яна п’ятиверха, покрита залізом.
1819 року Єлизавета Браницька повінчалася з графом Михайлом Воронцовим. У посаг вона, зокрема, дістала села Демківці та Почапинці.
Кінці ХІХ століття селом володіли: Бетрояноський, Дсервинський, Обертинська.
Внаслідок поразки визвольних змагань на початку XX століття, село надовго окуповане російсько-більшовицькими загарбниками.
Радянська окупація принесла колективізацію та розкуркулення, мешканці села зазнали репресій.
В 1932–1933 селяни села пережили сталінський голодомор.
З 1991 року в складі незалежної України.
15 вересня 2016 року шляхом об'єднання сільських територіальних громад, село увійшло до складу Чемеровецької селищної громади, до цього органом місцевого самоврядування була Почапинецька сільська рада.
До адміністративної реформи 19 липня 2020 року село належало до Чемеровецького району, після його ліквідації, увійшло до складу Кам'янець-Подільського району.
21 травня 2022 року релігійна громада церква в селі Почапинці перейшла з Московського патріархату в Православну Церкву України.

## Населення
Населення становить 1212 особи станом на 2001 рік.

## Релігія
- Церква Введення в храм Пресвятої Богородиці (ПЦУ)

## Відомі люди

### Уродженці
- Височанська Наталя Валеріївна (нар. 10 травня 1984) — російська акторка українського походження.
- Кравцов Петро Миколайович (* 1946) — тренер з пауерліфтинга. Заслужений тренер України.
- Танасов Сергій Іванович — український політик.

### Проживали, перебували
- Воронцова Єлизавета Ксаверівна — графиня, княгиня польського походження. Власниця села Почапинці.

## Охорона природи
Село лежить у межах національного природного парку «Подільські Товтри».

## Світлини

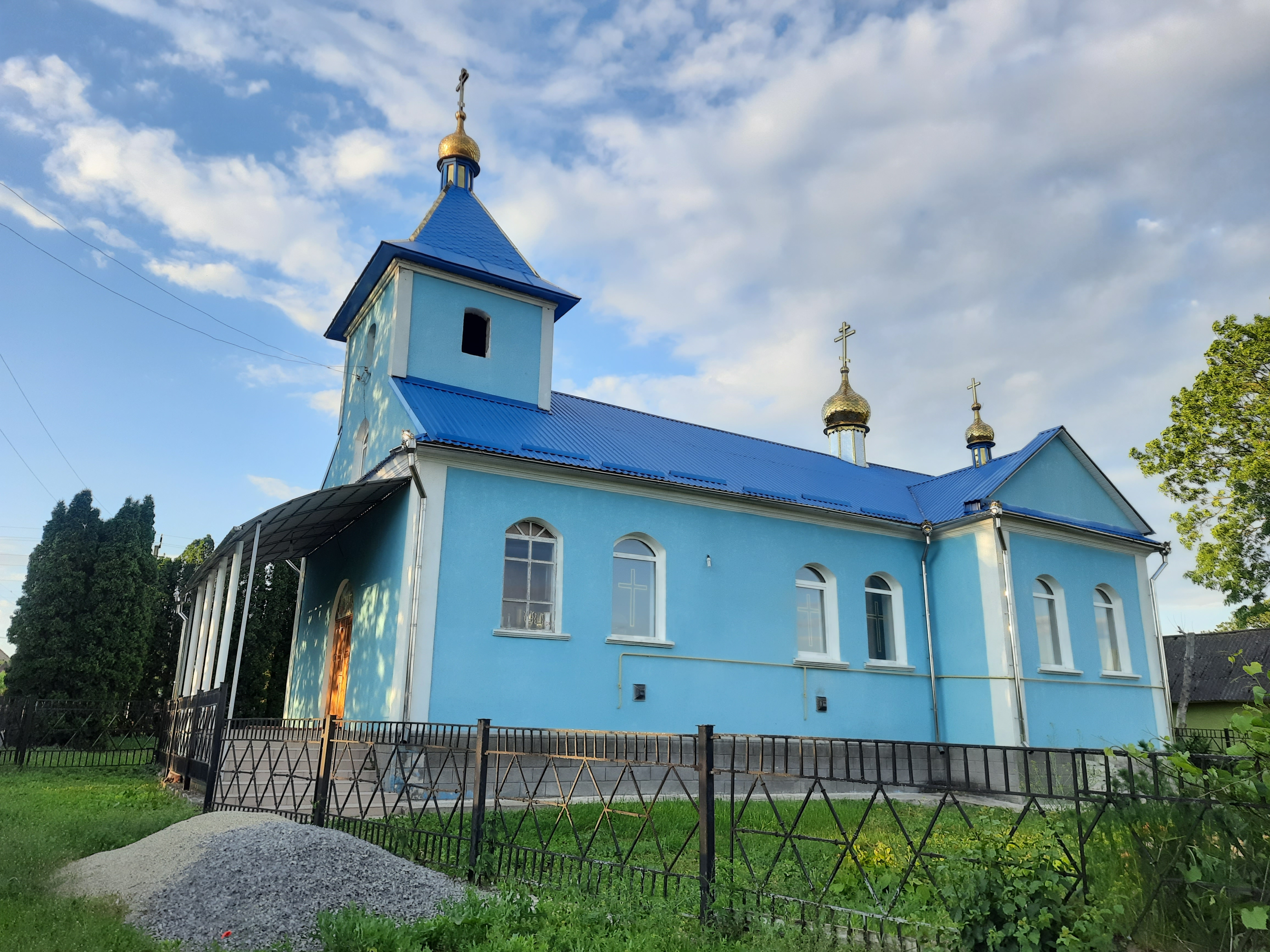
Церква Введення Пресвятої Богородиці
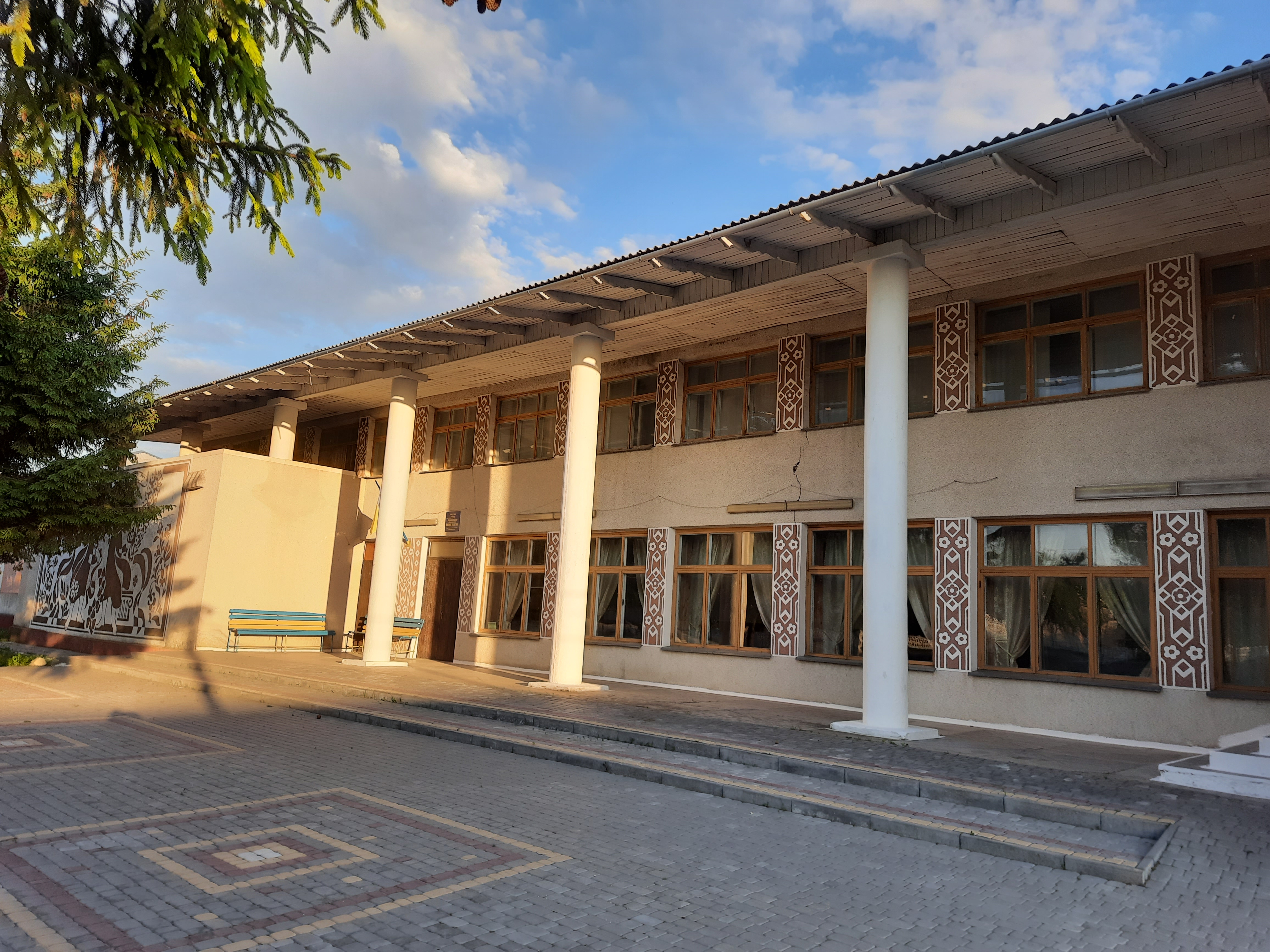
Будинок культури
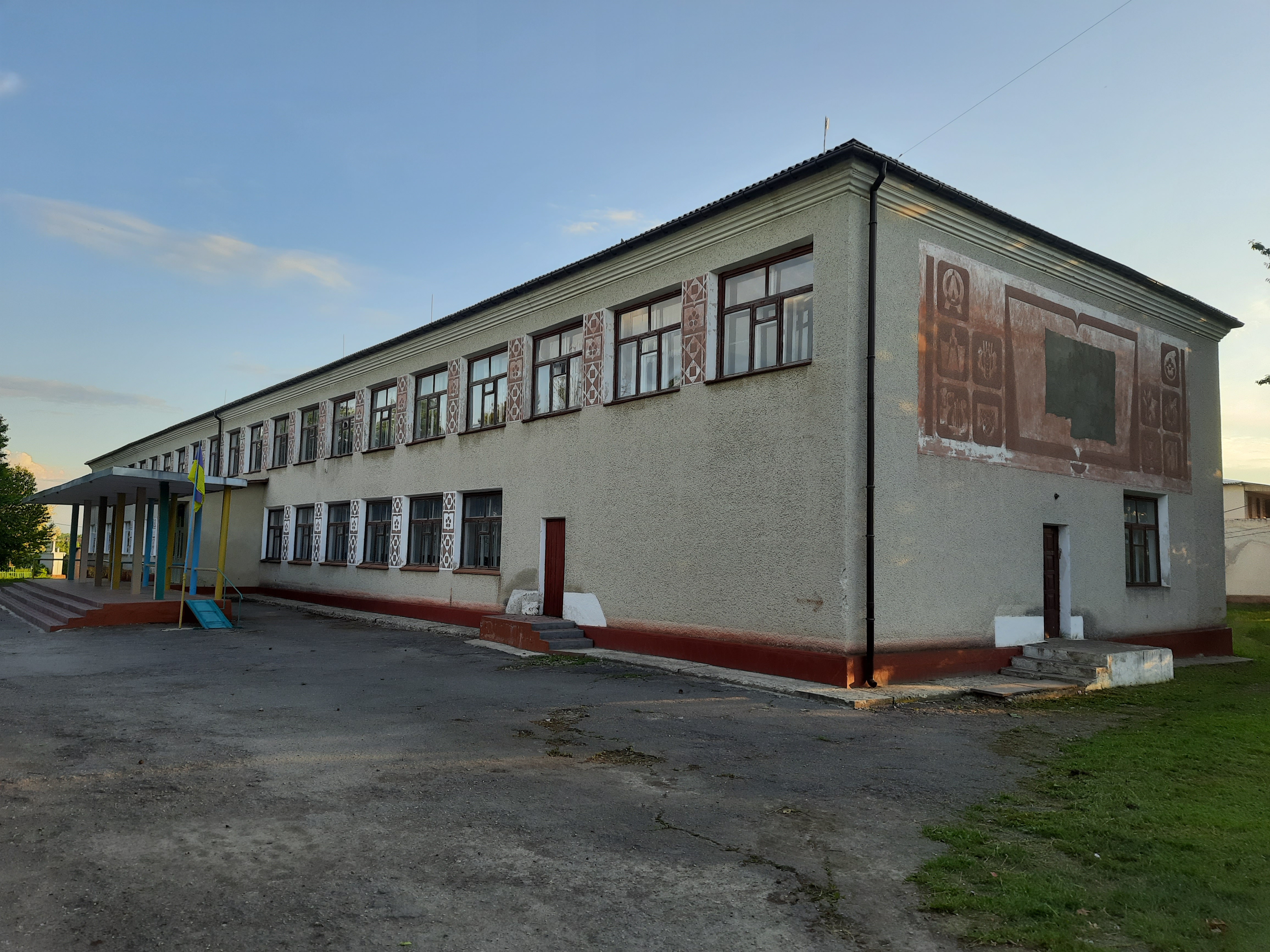
Школа
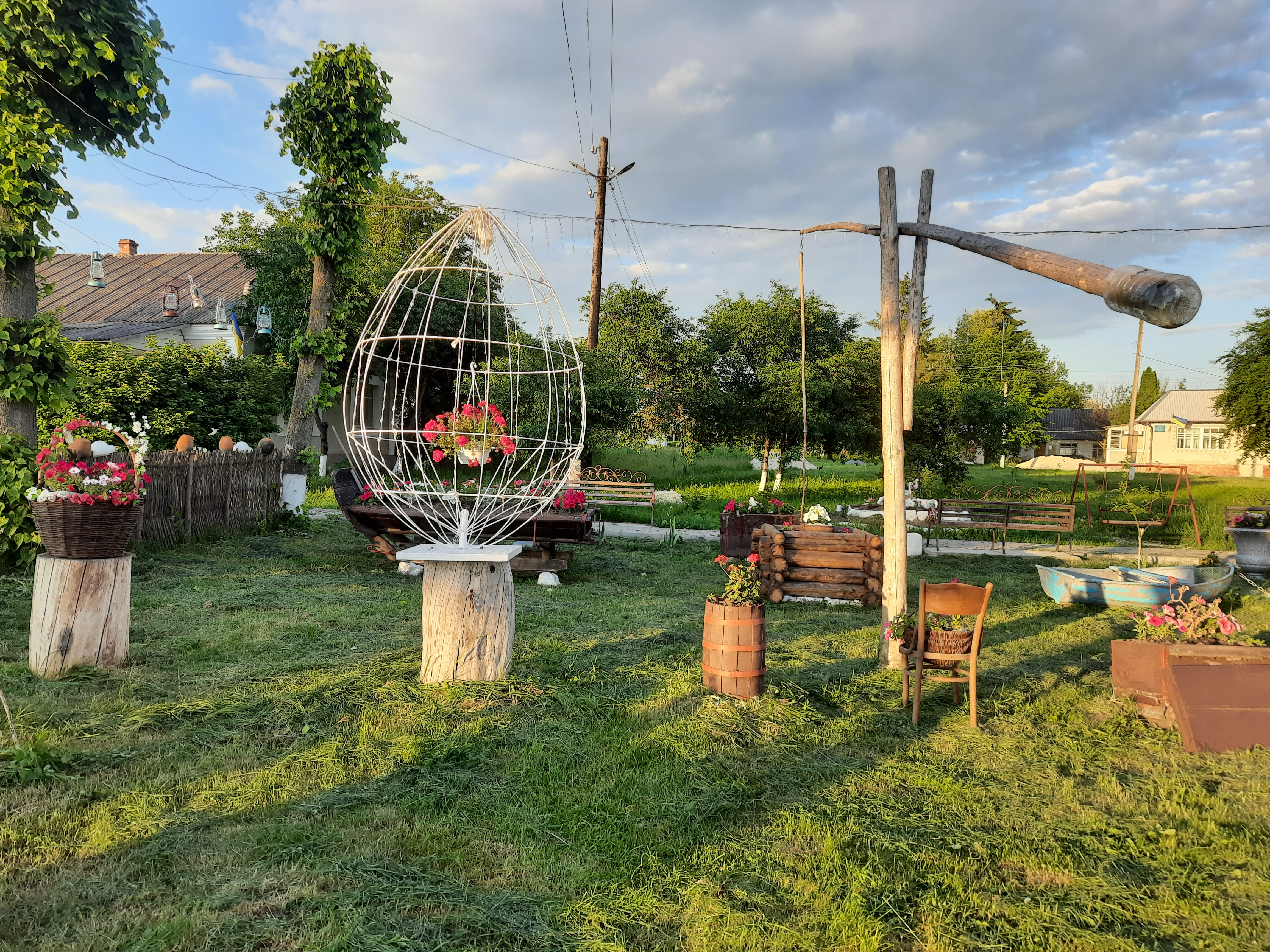
Етнокуточок